# Lijst van voetbalinterlands Britse Maagdeneilanden - Dominica
Deze lijst van voetbalinterlands is een overzicht van alle officiële voetbalwedstrijden tussen de nationale teams van de Britse Maagdeneilanden en Dominica. De landen speelden tot op heden twaalf keer tegen elkaar. De eerste ontmoeting was een kwalificatiewedstrijd voor de Caribbean Cup 1997 op 10 maart 1996 in Roseau. Het laatste duel, een kwalificatiewedstrijd voor het Wereldkampioenschap voetbal 2026, vond plaats in Roseau op 4 juni 2025.

## Wedstrijden
| №  | Plaats        | Datum            | Competitie                      | Wedstrijd                         | Uitslag |
| -- | ------------- | ---------------- | ------------------------------- | --------------------------------- | ------- |
| 1  | Roseau        | 2 april 1997     | Caribbean Cup 1997 kwalificatie | Dominica − Britse Maagdeneilanden | 6 − 1   |
| 2  | Basseterre    | 5 april 1998     | Caribbean Cup 1998 kwalificatie | Dominica − Britse Maagdeneilanden | 4 − 1   |
| 3  | Road Town     | 28 januari 2004  | Vriendschappelijk               | Britse Maagdeneilanden − Dominica | 0 − 1   |
| 4  | Road Town     | 1 februari 2004  | Vriendschappelijk               | Britse Maagdeneilanden − Dominica | 1 − 2   |
| 5  | Roseau        | 5 december 2009  | Vriendschappelijk               | Dominica − Britse Maagdeneilanden | 4 − 0   |
| 6  | San Cristóbal | 15 oktober 2010  | Caribbean Cup 2010 kwalificatie | Britse Maagdeneilanden − Dominica | 0 − 10  |
| 7  | Roseau        | 26 maart 2015    | WK 2018 kwalificatie            | Britse Maagdeneilanden − Dominica | 2 − 3   |
| 8  | Roseau        | 29 maart 2015    | WK 2018 kwalificatie            | Dominica − Britse Maagdeneilanden | 0 − 0   |
| 9  | Road Town     | 26 maart 2016    | Caribbean Cup 2017 kwalificatie | Britse Maagdeneilanden − Dominica | 0 − 7   |
| 10 | Gros Islet    | 12 oktober 2023  | CONCACAF Nations League 2023/24 | Dominica − Britse Maagdeneilanden | 1 − 1   |
| 11 | Road Town     | 16 november 2023 | CONCACAF Nations League 2023/24 | Britse Maagdeneilanden − Dominica | 1 − 2   |
| 12 | Roseau        | 4 juni 2025      | WK 2026 kwalificatie            | Dominica − Britse Maagdeneilanden | 3 − 0   |

## Samenvatting
| Competitie                 | Totaal gespeeld | Winst Br. Maagdeneil. | Gelijk | Winst Dominica | Doelsaldo Br. Maagdeneil. – Dominica |
| -------------------------- | --------------- | --------------------- | ------ | -------------- | ------------------------------------ |
| WK-kwalificatie            | 3               | 0                     | 1      | 2              | 2 − 6                                |
| CONCACAF Nations League    | 2               | 0                     | 1      | 1              | 2 − 3                                |
| Caribbean Cup-kwalificatie | 4               | 0                     | 0      | 4              | 2 − 27                               |
| Vriendschappelijk          | 3               | 0                     | 0      | 3              | 1 − 7                                |
| Totaal                     | 12              | 0                     | 2      | 10             | 8 − 43                               |

Wedstrijden bepaald door strafschoppen worden, in lijn met de FIFA, als een gelijkspel gerekend.
BVIFA · A-internationals · vrouwenelftal
Amerikaanse Maagdeneilanden ·
Anguilla ·
Antigua en Barbuda ·
Aruba ·
Bahama's ·
Barbados ·
Bermuda ·
Cuba ·
Curaçao ·
Dominica ·
Dominicaanse Republiek ·
Grenada ·
Guatemala ·
Haïti ·
Kaaimaneilanden ·
Montserrat ·
Puerto Rico ·
Saint Kitts en Nevis ·
Saint Lucia ·
Saint Vincent en de Grenadines ·
Suriname ·
Trinidad en Tobago ·
Turks- en Caicoseilanden
DFA · 
Vrouwenvoetbalelftal van Dominica
Interlands
Tegenstander:
Amerikaanse Maagdeneilanden ·
Anguilla ·
Antigua en Barbuda ·
Aruba ·
Bahama's ·
Barbados ·
Bermuda ·
Britse Maagdeneilanden ·
Canada ·
Cuba ·
Dominicaanse Republiek ·
Grenada ·
Guatemala ·
Guyana ·
Haïti ·
Jamaica ·
Mexico ·
Nicaragua ·
Panama ·
Saint Kitts en Nevis ·
Saint Lucia ·
Saint Vincent en de Grenadines ·
Suriname ·
Trinidad en Tobago ·
Turks- en Caicoseilanden